# Mircea Geoană

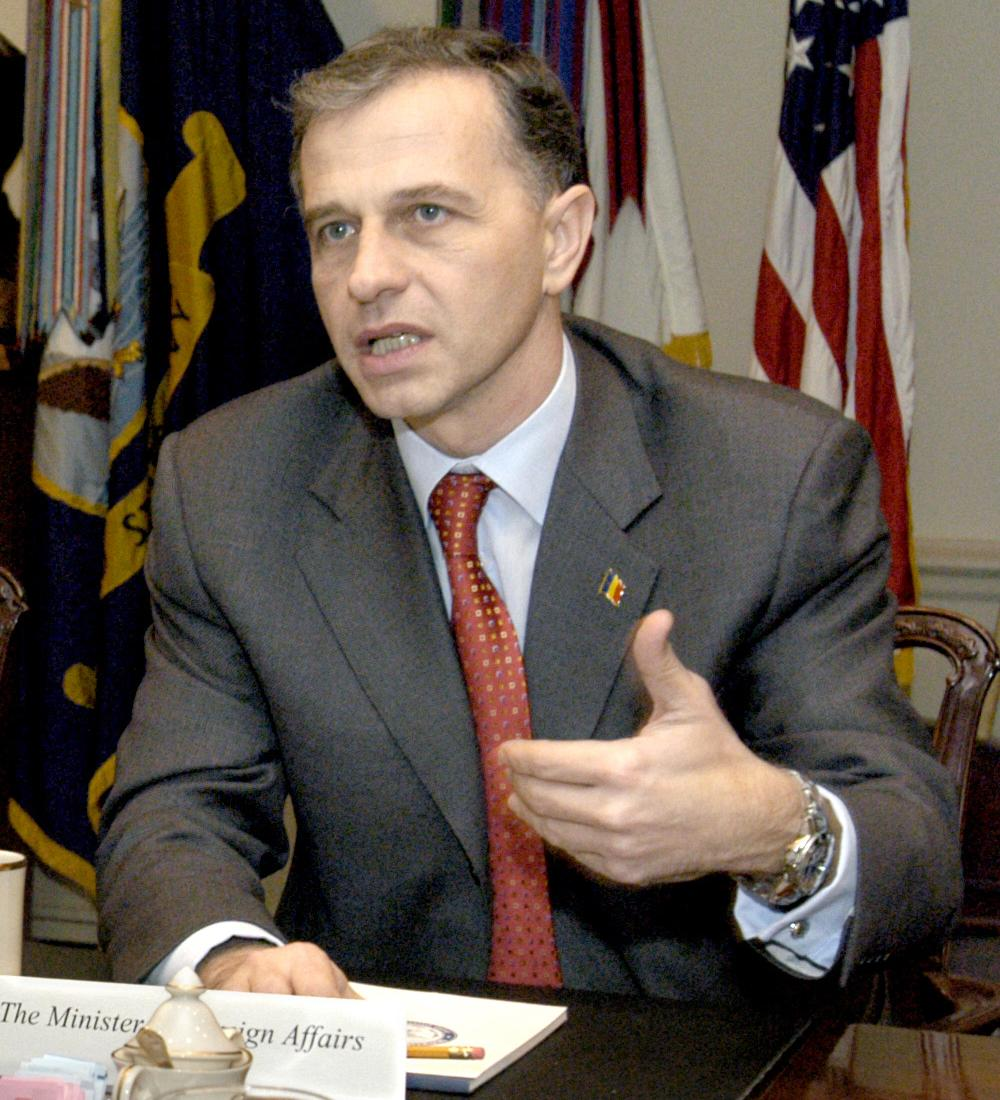
Mircea Geoană w Waszyngtonie (2004)

Mircea Dan Geoană (ur. 14 lipca 1958 w Bukareszcie) – rumuński polityk, minister spraw zagranicznych w latach 2000–2004, od 2005 do 2010 przewodniczący Partii Socjaldemokratycznej, przewodniczący Senatu (2008–2011), zastępca sekretarza generalnego NATO (2019–2024), kandydat w wyborach prezydenckich w 2009 i 2024.

## Życiorys

### Edukacja i życie prywatne
Mircea Geoană urodził się w 1958 w Bukareszcie. Jego ojciec był wojskowym, matka pracowała jako inżynier. W 1972 rozpoczął naukę w szkole średniej w Bukareszcie. W 1983 ukończył mechanikę na Uniwersytecie Politechnicznym w Bukareszcie. W 1987 rozpoczął studia w zakresie prawa na Uniwersytecie Bukareszteńskim. W latach 1991–1992 studiował na francuskiej uczelni École nationale d’administration. W 1994 ukończył kurs poświęcony instytucjom demokratycznym przy NATO. W 1999 był stypendystą programu rozwojowego Banku Światowego w Harvard Business School w USA. W 2005 doktoryzował się w zakresie gospodarki światowej na Akademii Studiów Ekonomicznych w Bukareszcie.

### Działalność zawodowa i polityczna do 2000
W latach 1983–1990 pracował jako inżynier w przedsiębiorstwie przemysłowym w Bukareszcie. Na początku lat 90. rozpoczął pracę w Ministerstwie Spraw Zagranicznych jako sekretarz ds. stosunków z Francją. W 1991 objął stanowisko dyrektora Departamentu Spraw Europejskich MSZ, który to departament zajmował się współpracą Rumunii z NATO, Wspólnotami Europejskimi, KBWE, UZE i Radą Europy, co czyniło go architektem głównych kierunków rumuńskiej polityki zagranicznej. W 1991 przewodniczył rumuńskiej delegacji w Komitecie Wyższych Urzędników KBWE. Od 1993 do 1995 zajmował stanowisko rzecznika Ministerstwa Spraw Zagranicznych. W 1994 został mianowany dyrektorem generalnym ds. Azji, Ameryki Łacińskiej, Bliskiego Wschodu i Afryki w MSZ. W 1995 objął w MSZ funkcję dyrektora generalnego ds. Europy, Ameryki Północnej, Azji, Ameryki Łacińskiej, Bliskiego Wschodu i Afryki.
Od lutego 1996 do marca 2000 zajmował stanowisko ambasadora Rumunii w Stanach Zjednoczonych.
Poza pracą w MSZ był nauczycielem akademickim na Universitatea „Nicolae Titulescu” w Bukareszcie oraz w SNSPA. Prowadził wykłady na temat polityki zagranicznej, transformacji gospodarczej oraz globalizacji. Opublikował liczne artykuły poświęcone integracji euro-atlantyckiej.

### Działalność zawodowa i polityczna w latach 2000–2010
Od 28 grudnia 2000 do 28 grudnia 2004 sprawował urząd ministra spraw zagranicznych Rumunii w gabinecie premiera Adriana Năstase. W 2001 sprawował funkcję przewodniczącego OBWE. W 2005 był specjalnym przedstawicielem przewodniczącego tej organizacji ds. Gruzji.
W 2001 wstąpił do Partii Socjaldemokratycznej (PSD). W latach 2001–2005 zajmował stanowisko jej wiceprzewodniczącego. W 2004 wystartował w wyborach lokalnych w Rumunii jako kandydat na burmistrza Bukaresztu. Przegrał jednak z Traianem Băsescu z Partii Demokratycznej.
25 kwietnia 2005 został wybrany przewodniczącym Partii Socjaldemokratycznej w czasie kongresu w stolicy. Jego wybór oznaczał niespodziewaną porażkę założyciela partii i byłego prezydenta Iona Iliescu. 10 grudnia 2006 uzyskał reelekcję na stanowisku przywódcy PSD, pokonując w głosowaniu Sorina Oprescu.
W grudniu 2004 wszedł w skład rumuńskiego Senatu, reprezentując Okręg Dolj. W wyborach parlamentarnych w listopadzie 2008 uzyskał reelekcję, zdobywając prawie 65% głosów poparcia. W latach 2004–2008 pełnił w Senacie funkcję przewodniczącego Komisji Spraw Zagranicznych. Po zawiązaniu koalicji rządowej przez Partię Socjaldemokratyczną (PSD) i Partię Demokratyczno-Liberalną (PDL) 22 grudnia 2008 objął stanowisko przewodniczącego Senatu. W głosowaniu otrzymał 96 głosów poparcia wobec 35 głosów przeciwnych jego kandydaturze.
W maju 2009 Mircea Geoană został mianowany przez radę krajową PSD kandydatem tej partii oraz Partii Konserwatywnej w wyborach prezydenckich w listopadzie 2009. W październiku 2009 oficjalnie ogłosił swój udział w wyborach w czasie kongresu Partii Socjaldemokratycznej. W czasie kampanii wyborczej często porównywał swą osobę do Tony’ego Blaira lub Billa Clintona, znanych i wpływowych polityków lewicy, proponując pakiet antykryzysowy, który zakładał rozwój budownictwa rodzinnego i zwiększenie kredytowania firm.
W I turze wyborów z 22 listopada 2009 zajął drugie miejsce (31,15% głosów), nieznacznie przegrywając z urzędującym prezydentem Traianem Băsescu (32,44%). Przed II turą wyborów otrzymał poparcie od PNL i UDMR, był także faworytem przedwyborczych sondaży. Pomimo tego w głosowaniu z 6 grudnia 2009 przegrał z prezydentem Traianem Băsescu stosunkiem 49,66% do 50,33% głosów (różnicą około 70 tys. głosów).

### Działalność zawodowa i polityczna od 2010
W lutym 2010 w czasie kongresu PSD przegrał rywalizację o stanowisko przewodniczącego partii z Victorem Pontą (stosunkiem głosów 781 do 856). Z powodu konfliktu wewnątrz partii 22 listopada 2011 został wydalony z jej szeregów, a następnego dnia na wniosek PSD odwołany z funkcji przewodniczącego Senatu. Jego obowiązki przejął Petru Filip.
W 2012 powrócił jednak do PSD, po czym w grudniu tegoż roku po raz trzeci uzyskał mandat senatora. 27 listopada 2014 ponownie wykluczono go z Partii Socjaldemokratycznej. W lipcu 2019 został mianowany zastępcą sekretarza generalnego NATO w miejsce Rose Gottemoeller. Zrezygnował z tego stanowiska we wrześniu 2024 w związku z zamiarem startu w wyborach prezydenckich w tym samym roku. Kandydował w nich jako niezależny; w I turze z 24 listopada 2024 otrzymał 6,32% głosów, zajmując 6. miejsce spośród 14 zarejestrowanych pretendentów. Proces wyborczy został jednak w całości unieważniony przed drugą turą; Mircea Geoană nie wystartował w kolejnych wyborach w 2025.

## Życie prywatne
Syn Ioana i Eleny, jego ojciec był generałem w rumuńskich siłach zbrojnych. Mircea Geoană od 1985 jest żonaty z Mihaelą Geoană, z wykształcenia architektem. Ma dwoje dzieci: Anę-Marię i Alexandru.

## Odznaczenia
- 2000 – Komandor Orderu Gwiazdy Rumunii[3][4]
- 2002 – Legia Honorowa[1]
- 2013 – Order Gwiazdy Solidarności Włoskiej[1]
- 2024 – NATO Meritorious Service Medal[21]